# Castello di Nusco
Il complesso del castello di Nusco, ubicato in posizione strategica tra le valli del fiume Calore e dell'Ofanto, è una costruzione militare presente sul territorio comunale di Nusco, in provincia di Avellino.

## Descrizione
La struttura dell'edificio è stata sempre identificata come un polo territoriale che,  così come la Cattedrale, è in grado racchiudere i momenti principali della vita civile. Le indagini di scavo sono state funzionali alla descrizione delle successioni stratigrafiche, inerenti alle diverse fasi di vita del castello. 
La pianta si presenta quadrata, circondata da torri angolari e collocata sulla parte più alta della collina (a 914 metri); da questo è possibile dedurre la sua importanza prospettica su tutto il territorio, in particolare durante gli attacchi bellici. La muratura si propone a sacco con elementi litici e malta. 
All'interno di quest'ultima, negli anni ‘60, fu installata un'antenna RAI che è causa di un notevole impatto visivo, oltre ad essere artefice di radiazioni elettromagnetiche. 
Essa non è stata l'unica manomissione per il restauro della struttura: sono stati, infatti, realizzati anche una protezione per gli agenti atmosferici, una cisterna per l'accumulo dell'acqua potabile, un percorso pedonale e un sistema di illuminazione scenica. 
L'attenzione dell'amministrazione comunale locale si è incentrata principalmente sulla riqualificazione ambientale, per rispondere allo stato di degrado e di precarietà.

## Storia
Dal Catalogus Baronum emerge che, in epoca Normanna, Nusco rientrava nei feudi controllati direttamente dal re (Capite de domino Rege). Nel XIII secolo il feudo passò al dominio imperiale svevo, che lo donò a Tommaso III d'Aquino, il quale fu eletto signore di Nusco; egli sposò, nel 1315, Ilaria De Souz, vedova ed erede del feudo di Filippo di Joinville (primo conte di Sant'Angelo dei Lombardi) e alla morte della moglie Tommaso ereditò i suoi beni. Il feudo passò poi al figlio Nicoluccio. 
Nel 1401 il re Ladislao I di Napoli prese in consegna il castello di Nusco,  così da assicurarsi la sicurezza delle vie di comunicazione tra Campania e Puglia. 
I feudi di Sant'Angelo e Nusco furono successivamente venduti a conti Zurolo (o Zurlo), per poi entrare a far parte, nel 1422,  del Giustizierato di Principato Ultra. 
Giovanna II D'Angiò, nel 1427, li diede in feudo ai nobili Zurlo-Marino Caracciolo di Napoli; successivamente, in seguito alla partecipazione della famiglia alla Congiura dei baroni, nel 1461 il castello di Nusco passò di nuovo ai Joinville e, negli anni successivi,ai Brancaccio d'Azzia, ai Carafa, ai Cotugno, ai Cossa, ai Cerasa e, infine, ai Caracciolo,  per poi tornare ai Carafa. 
Negli anni successivi, Francesco Maria Domenico Carafa mise in vendita, a causa dei debiti, i beni di Nusco, Sant'Angelo, Oppido, Carbonara, Monticchio e Lioni; essi furono acquistati da Francesco Gaetani per incarico di Gian Vincenzo Imperiale, anche se l'atto d'acquisto fu diverse volte annullato. Nel 1636, infine, Gian Vincenzo fece acquistare i beni da un prestanome, Landolfo de Aquino e solo dopo il 1675 lo stato di Sant'Angelo, che comprendeva anche Nusco, poté passare ai successori di Imperiale. Il feudo rimase di loro proprietà  fino all'emanazione delle leggi eversive della feudalità, avvenuta a partire dal 1806. 

### I saccheggi
Tra il 568 ed il 774 si ebbero, a Nusco, vari influssi di popoli stranieri portatori di gravi calamità, dai Saraceni Siciliani a quelli Spagnoli. A causa dei saccheggi subiti, si avverte una generale esigenza di costruire castelli per fortificare le città e difendere meglio le popolazioni anche nei paesi limitrofi, in particolare a Montella, Baiano, Bagnoli, Montemarano, Castelfranci e Castelvetere, anche con lo scopo di garantire maggiore sicurezza a quello di Nusco, dove si rifugiarono molti signori longobardi del tempo. 
Il Castello di Nusco fu poi saccheggiato ed incendiato nel 1833, quando divenne di proprietà della famiglia Ebreo. Successivamente, l'area fu espropriata perché erano rimaste in piedi solo le mura perimetrali che furono poi demolite dopo il terremoto del 1980.

## Archeologia
In epoca recente, sono state avviate alcune indagini archeologiche che hanno riguardato principalmente il versante nord-est.

### Gli scavi
Nella trincea 1, sono stati portati in vista tre ambienti. L'ambiente A è di pianta rettangolare e presenta una finestra di forma rettangolare, una scala in muratura e un piano pavimentale. Il pavimento presenta manufatti da tavola risalenti al XV-XVI secolo. 
Per permettere l'accesso all'ambiente B, realizzato tra il XVII e il XVIII secolo, è stata tagliata la parte est. In esso è situato anche un camino risalente al XIII secolo, mentre il muro è attraversato dalla caditoia a sezione quadrata. 
Nell'ambiente B I mancano le pareti perimetrali sud ed est, distrutte con molta probabilità durante la costruzione di opere moderne; le pareti nord ed ovest sono, invece, rivestite da un omogeneo strato di intonaco. È qui presente un altro camino, risalente al XIII secolo, di forma trapezoidale, alla cui base esterna si trova un piano in muratura. 
Nel settore nord-est della trincea sono presenti due aperture munite di feritoie. La pulizia preliminare che ha avuto luogo durante i lavori di scavo ha consentito di individuare la nicchia e la bocca di un forno. 
Nella trincea 2, sono stati invece individuati 5 ambienti la cui stratigrafia è stata alterata dall'innalzamento delle antenne televisive che ha inevitabilmente intaccato il valore culturale del complesso. Al XIII secolo si fa risalire l'edificazione del muro impiantato su un terreno argilloso e al cui interno, oltre a frammenti di ceramica, vi sono un grande vano e l'ingresso.
Il vano presenta varie porte: tra di esse, vi sono quella che garantiva l'accesso alla corte e quella che permetteva il passaggio ai vani interni del castello; una finestra a bocca di lupo è ciò che resta del sistema di illuminazione.
Probabilmente relativo al passaggio verso un ambiente adiacente, il piano dei litici resta ancora inesplorato; nella struttura sono presenti delle tracce di bruciato che, molto probabilmente, sono state provocate da dei focolari.
I muri perimetrali conservano, infine, rispettivamente quattro fori quadrangolari e simmetrici legati all'alloggiamento delle travi lignee. 
Oggi gli scavi sono stati interrotti per mettere in sicurezza il muro più esterno.

### I manufatti
Per quanto concerne i manufatti rinvenuti nel corso degli scavi delle trincee, gli esami delle argille hanno determinato l'individuazione di tre impasti. Tra i reperti dell'unità di scavo 326 va segnalato un frammento di coppa, con decorazioni a tratti bruni e verdi sul bordo, a circonferenza bruna. Altro notabile reperto è un frammento di orlo, dal bordo arrotondato, con decorazioni brune, verdi e blu. I caratteri morfologici, decorativi e tecnologici consentono di datarli tra il XIII e il XIV secolo.
Dall'unità di scavo 329 provengono frammenti che rientrano in diverse classi di ceramiche collocabili tra il XIII e il XV secolo. 
Negli strati risalenti al XX secolo, sono stati rinvenuti numerosi frammenti di ceramica moderna e terraglia.